# Children's ITV
CITV (versione breve per Children's ITV) è un canale televisivo gratuito britannico per i bambini, di proprietà di ITV plc. Trasmette contenuti dagli archivi di CITV e acquisizioni, tutti i giorni dalle 6:00 alle 21:00 dal 21 febbraio 2016 (prima era dalle 6:00 alle 18:00). È il nome del blocco di programmi di ITV network nei fine settimana.
Children's ITV venne lanciato il 3 gennaio 1983, come un blocco di programmi televisivi per il tardo pomeriggio di ITV network volto a rimpiazzare il precedente Watch It!. Introdusse nella televisione britannica una certa continuità nei programmi che proponeva, legati così a doppio filo l'uno all'altro. Tali collegamenti venivano registrano negli studi di Londra fino al 1987, quando ITV Central vinse un contratto che permetteva di fare tali stacchetti dal vivo agli studi di Birmingham. Nel 2004, la presentazione di CITV venne ri-localizzata a Granada Television a Manchester, che sancì la fine di questi collegamenti. Nove anni dopo, ci fu un nuovo trasferimento agli studi di MediaCityUK di Salford. Il 27 agosto 2023, il blocco su ITV chiuse e il 1º settembre 2023 chiuse anche il canale televisivo. Però il 2 settembre 2023, ha aperto su ITV2 il nuovo CITV, che trasmette lo stesso palinsesto dei canali precedenti.